# Staufenstraße 18 (Mönchengladbach)

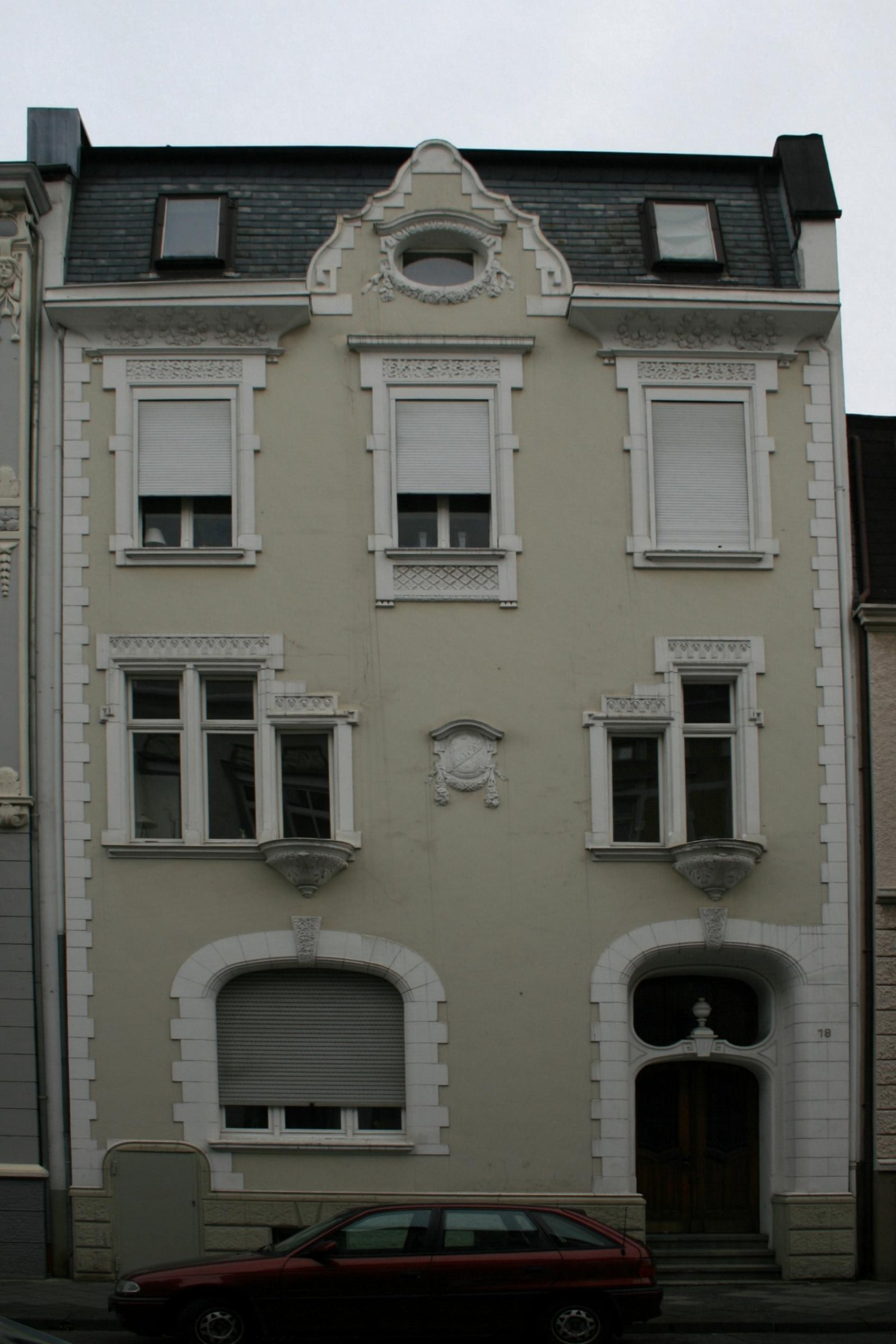
Wohnhaus (2010)

Das Wohnhaus Staufenstraße 18 steht in Mönchengladbach (Nordrhein-Westfalen).
Das Gebäude wurde 1905 erbaut und unter Nr. St 033 am 10. September 1996 in die Denkmalliste der Stadt Mönchengladbach eingetragen.

## Lage
Die Staufenstraße liegt im nördlichen Stadterweiterungsgebiet unmittelbar vor der die heutige Hermann-Piecq-Anlag überspannenden Brücke. Hier liegt das Gebäude auf der nördlichen Straßenseite. 

## Architektur
Ein dreigeschossiger Putzbau mit ausgebautem Mansard-/Satteldach. Bei im Detail unregelmäßiger Gliederung mittelachsiale Betonung durch einen kleinen Schweifgiebel mit liegendem Ochsenauge. Die Unterschutzstellung erfolgt aus städtebaulichen und architekturhistorischen Gründen.